# Конрад Рудницький
Конрад Марія Павел Рудницький (1926—2013) — польський учений і священник, астроном, професор фізичних наук, партизан Армії Людової, священник і теолог старокатолицької маріавітської церкви в Польщі, антропософ, екуменіст і багаторічний капелан краківських маріавітів.

## Біографія

### Ранні роки іДруга світова війна
Його мати, Марія Рудницька, була соціалісткою та активісткою Польської соціалістичної партії (зокрема, співпрацювала з Юзефом Пілсудським), а його батько, Люцян Рудницький, робітничий активіст, комуніст і письменник, був співзасновником Комуністичної партії Польщі та депутат Сейму ПНР першої каденції.
У 1939 році закінчив перший клас Гімназії імені Тадеуша Рейтана у Варшаві, а потім продовжив навчання в підпільних класах у Пйотркуві-Трибунальському, де 1945 року закінчив середню школу. Під час Другої світової війни разом з матір'ю переховував кількох євреїв у Пйотркуві-Трибунальському (збереглося повідомлення про порятунок родини Вайнтраубів). У січні 1996 року отримав звання «Праведник народів світу» та медаль Яд Вашем; він також отримав почесне громадянство Ізраїлю. З грудня 1943 року під позивним «Твердий» воював у партизанах, у батальйоні Армії Людової імені генерала Юзефа Бема (пізніше III Бригада імені генерала Юзефа Бема), на Радомщині. У чині капрала брав участь в 11 битвах і сутичках (наприклад, у битві при Евіні). Після 11 місяців боїв він був ув'язнений в ізоляторі гестапо в Єнджеюві, звідки 14 січня 1945 року був звільнений разом з рештою в'язнів Червоною армією. Після війни був активним у ветеранських організаціях, отримав звання поручика.

### Післявоєнні астрономічні дослідження
З вересня 1945 року він вивчав астрономію у Варшавському університеті, де кілька років працював науковцем. Перебуваючи в американській Паломарській обсерваторії в 1965 році, він відкрив нову комету. Це була перша комета, відкрита поляком після Другої світової війни. На честь першовідкривача її назвали C/1966 T1 (Рудницького). З 1968 року працював в Астрономічній обсерваторії Ягеллонського університету в Кракові, де читав лекції майже до кінця свого життя. У 1984—1989 роках він також був директором обсерваторії. Сферою професійних інтересів Рудницького були зоряна астрономія, позагалактична астрономія, космологія, методологія астрономії, методологія науки. Був членом президії Комітету історії науки і техніки Польської академії наук, членом колегії Польського астрономічного товариства та членом Польського товариства астрономів-аматорів.

### Релігійна діяльність
У молодості був атеїстом, у 1950-х роках прийняв старокатолицьку віру. У 1959 році він був висвячений на священника в старокатолицькій церкві маріавітів і отримав монаше ім'я Марія Павел. Він був адміністратором філії парафії цієї Церкви в Кракові. Як богослов спеціалізувався на містичному богослов'ї. Викладав у Християнській богословській академії у Варшаві. Він також був антропософом, членом Загального антропософського товариства та секції математики та природничих наук Гетеануму в Дорнаху (Швейцарія). Під час академічного перебування в США за згодою церковної влади він служив священником за сумісництвом у трьох парафіях Англіканської церкви. Був членом Спільній комісії з теологічного діалогу між Римо-Католицькою Церквою та Старо-Католицькою Маріавітською Церквою. Писав для релігійного журналу «Праця над собою», який сам видавав. Не бувши масоном, публікувався у варшавському журналі «Вільний муляр польський». Разом із Влодзімєжем Зонном написав книгу з астрономії.
Коли у 1980-х роках він працював в астрономічній обсерваторії в Кастель-Гандольфо, Іван Павло II запросив його відслужити «маріавітську» святу месу в приватній каплиці Папи.

### Смерть
Помер 12 листопада 2013 року. Похований на Раковицькому цвинтарі в Кракові.

## Вибрані публікації
1. Astronomia gwiazdowa (wraz z Włodzimierzem Zonnem), 1957, Warszawa: PWN
2. Astronomia, 1970, Warszawa: Państwowe Zakłady Wydawnictw Szkolnych
3. Świat planet (wraz z T. Zbigniewem Dworakiem), 1983, Warszawa: PWN
4. Etyka z elementami filozofii: skrypt, 1999, Bydgoszcz: Wyższa Szkoła Ochrony Środowiska
5. Zasady kosmologiczne, 2002, Bydgoszcz: Wyższa Szkoła Ochrony Środowiska